# Cherokee County, Oklahoma
Cherokee County är ett administrativt område i delstaten Oklahoma, USA, med 46 987 invånare. Den administrativa huvudorten (county seat) är Tahlequah.

## Geografi
Enligt United States Census Bureau har countyt en total area på 2 010 km². 1 945 km² av den arean är land och 65 km² är vatten.

### Angränsande countyn
- Delaware County - nord
- Adair County - öst
- Sequoyah County - syd
- Muskogee County - sydväst
- Wagoner County - väst
- Mayes County - nordväst

### Orter
- Oaks (delvis i Delaware County)
- Tahlequah (huvudort)